# Споменик природе Стара Стража
Стара Стража је споменик природе геолошког карактера, који се налази недалеко од Книна у Шибенско-книнској жупанији у Хрватској. Захвата површину од 1,17 хекатара и заштићен је од 1961. године.

## Опис
Овај стеновити одсек представљају боре ширине петанест и висине пет метара. Грађене су од доломита и кречњака, а настале су услед бочног притиска стенске масе. Датирају из периода јуре и креде, тачније пре око 150 до 200 милиона година. У слојевима стена су видљиви фосили корала Cladocorpsis.
Значај овог локалитета огледа су палеонтолошким, петрографским, минералошким и седиментолошким одликама које су погодне за учење основних геолошких појмова.